# Stathérine
Cet article possède un paronyme, voir Stathérien.
La stathérine est une protéine spécifique jouant un rôle dans le maintien de calcium dans le suc pancréatique,.